# Коннекционизм
Коннекционизм (англ. connectionism) — один из подходов в области искусственного интеллекта, когнитивной науки (когнитивистики), нейробиологии, психологии и философии сознания. Коннекционизм моделирует мыслительные или поведенческие явления процессами становления в сетях из связанных между собой простых элементов. Существует много различных форм коннекционизма, но наиболее общие используют нейросетевые модели. В рамках этого течения предпринимаются попытки объяснить умственные способности человека, используя искусственные нейронные сети. Философы начали проявлять интерес к коннекционизму, так как коннекционистский подход обещал обеспечить альтернативу классической теории разума и широко распространённой в рамках этой теории идеи, согласно которой механизмы работы разума имеют сходство с обработкой знакового языка цифровой вычислительной машиной. То, как именно и в какой степени парадигма коннекционизма составляет альтернативу классическим представлениям о природе разума, является предметом жарких споров, ведущихся в последние годы.

## Основные принципы
Главный принцип коннекционизма состоит в предположении, что мыслительные явления могут быть описаны сетями из взаимосвязанных простых элементов. Форма связей и элементов может меняться от модели к модели. Например, элементы в сети могут представлять нейроны, а связи — синапсы. Другая модель может считать каждый элемент в сети словом, а каждую связь признаком семантического подобия и т. п.

## История
Истоки коннекционизма можно возводить к идеям, возникшим более столетия назад. Однако до второй половины 20-го столетия эти идеи были чисто умозрительными. Только в 1980-х коннекционизм стал популярным направлением среди учёных.